# Móra (infructescència)

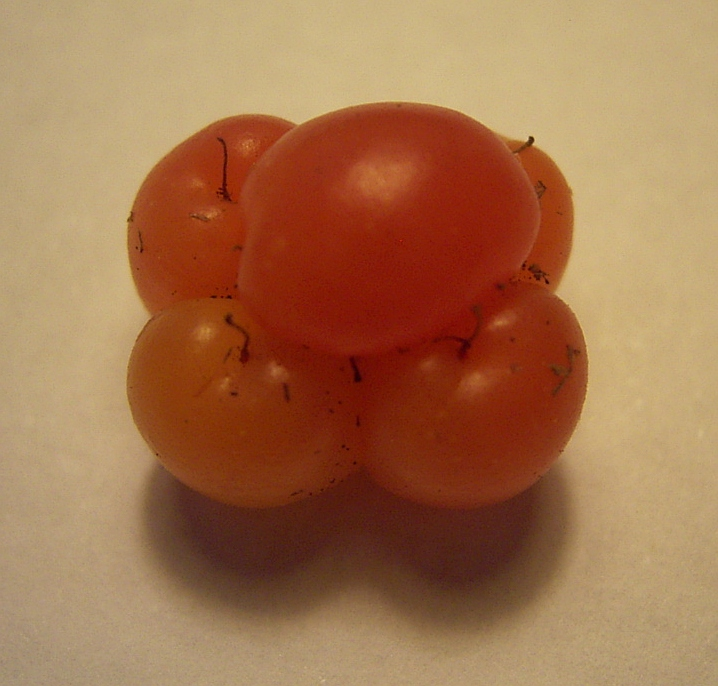
Móra de Rubus chamaemorus

En botànica, la móra és una infructescència caracteritzada per estar formada per un conjunt de fruits secs monosperms tots ells rodejats d'un periant que es torna carnós i disposats en espiga. En són un exemple la morera (Morus nigra), la móra d'esbarzer (Rubus ulmifolius i Rubus caesius entre d'altres) o el gerd (Rubus idaeus).
Una móra pesa entre 3 i 5 grams, és de gust agredolç a dolç, de polpa ferma i conté un centenar de llavors. Segons la varietat, poden ser vermelles o negres, fins i tot blavoses. La qualitat en què són classificades depèn del color, que indica el grau de maduresa, dels danys i de la seva mida, així, les móres de qualitat extra tenen 2,5 cm de diàmetre i 2,5 cm de longitud, les de primera tenen el mateix diàmetre però 2cm de longitud i les de segona són les més petites, que tenen 2cm de longitud i com a poc 1'5cm de diàmetre.
Es troben sobretot a l'estiu. Cal no collir-les quan estan humides o mullades, és a dir, ni a primera hora del matí (a causa de la rosada) ni els dies de pluja. És un fruit que, un cop collit, no es conserva llargament. Pot aguantar tres o quatre dies com a màxim a la nevera, a uns 0 °C i un 90% d'humitat relativa aproximadament. Una opció és la congelació, a -1,7 °C, però en aquest cas el fruit, una vegada descongelat, si bé es pot fer servir sense problemes per a fer purés i melmelades, no conserva la seva forma i fermesa, per la qual cosa no manté una aparença prou atractiva per a ésser menjada crua, i deixa anar molt de líquid, per la qual cosa cal escórrer-les molt bé si es volen coure en, per exemple, un pa de pessic. Les melmelades i similars són una bona opció per a conservar-les.

## Galeria

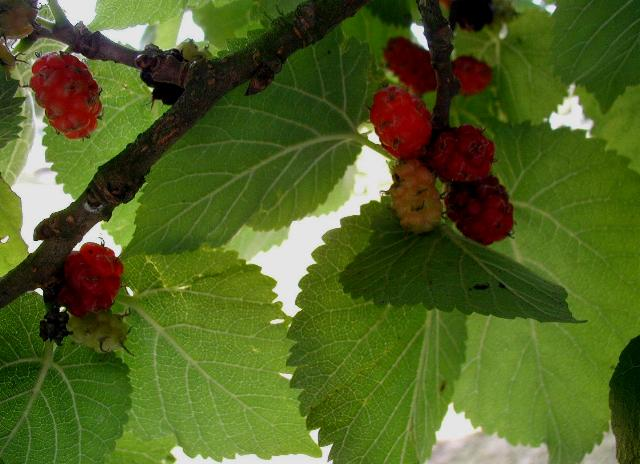
Móra de Morus nigra
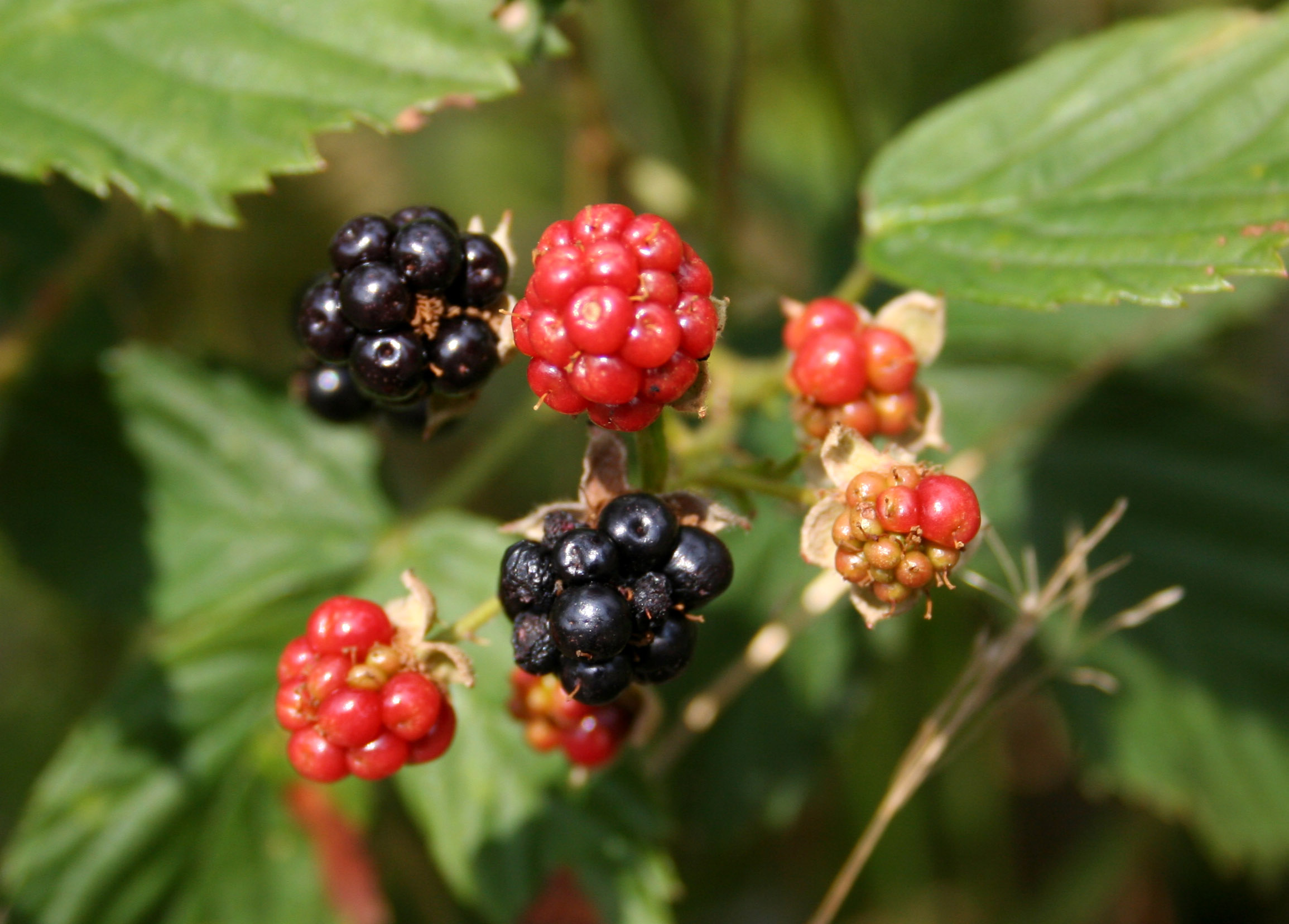
Móra de Rubus fruticosus
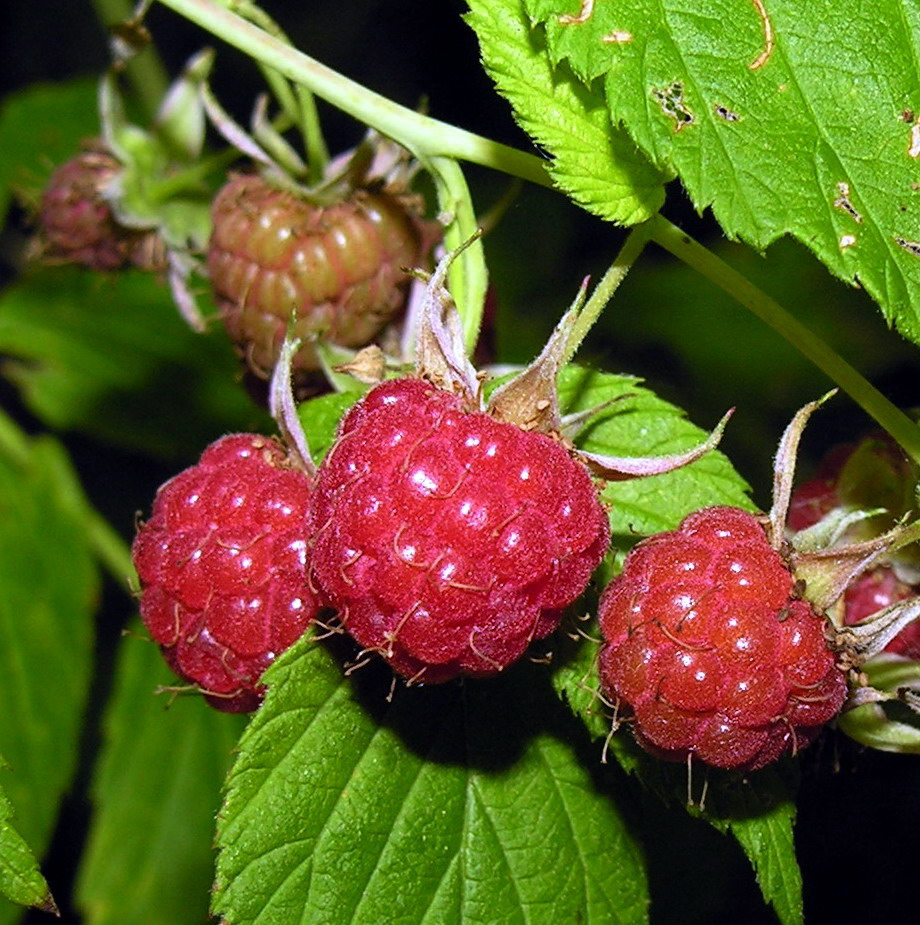
Móra de Rubus idaeus
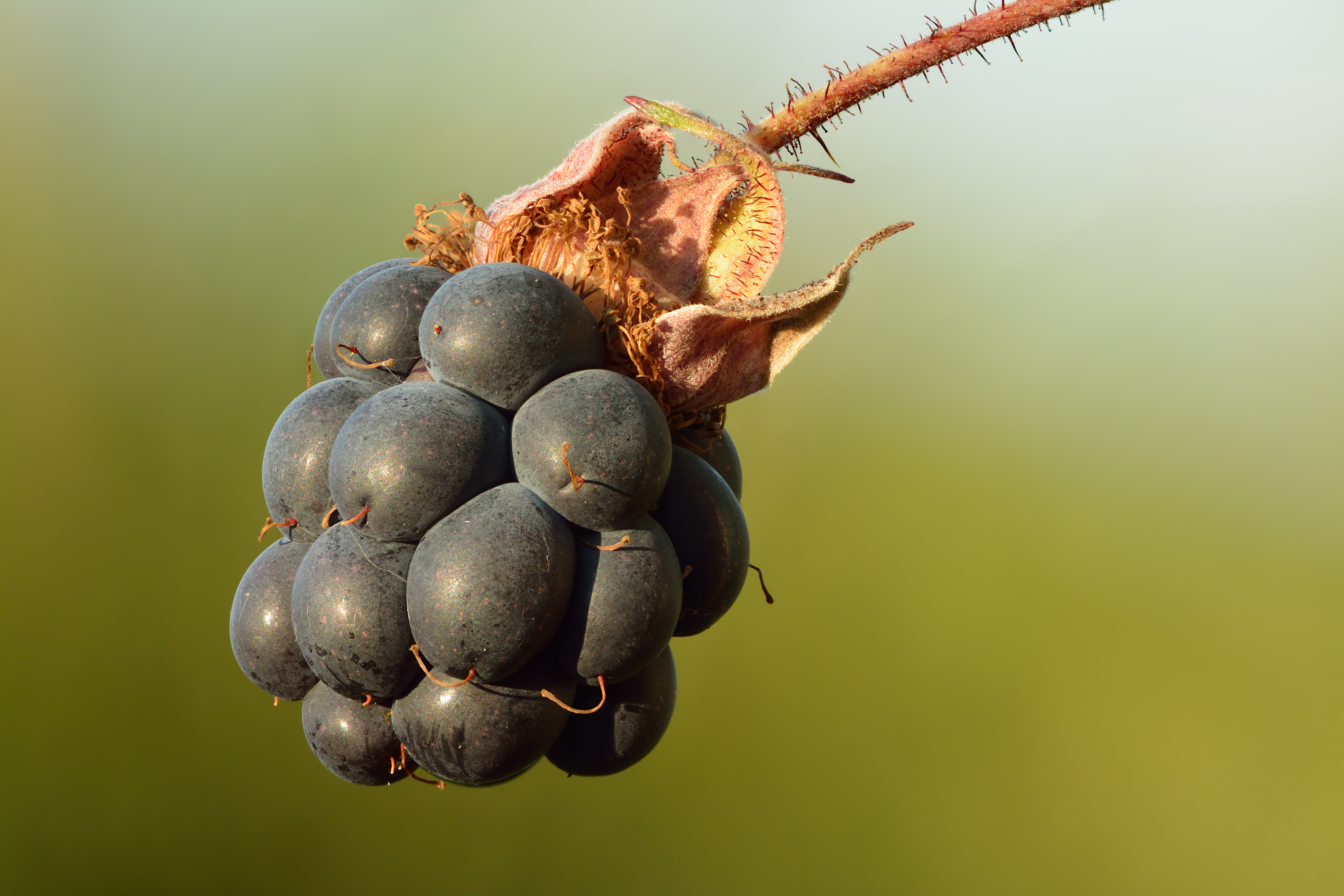
Móra de Rubus caesius